# کورگو نوو
کورگو نوو (به پرتغالی: Córrego Novo) یک منطقهٔ مسکونی در برزیل است که در میناز ژرایس واقع شده‌است. کورگو نوو ۲٬۷۲۸ نفر جمعیت دارد.